# St. Elisabeth (Mieste)

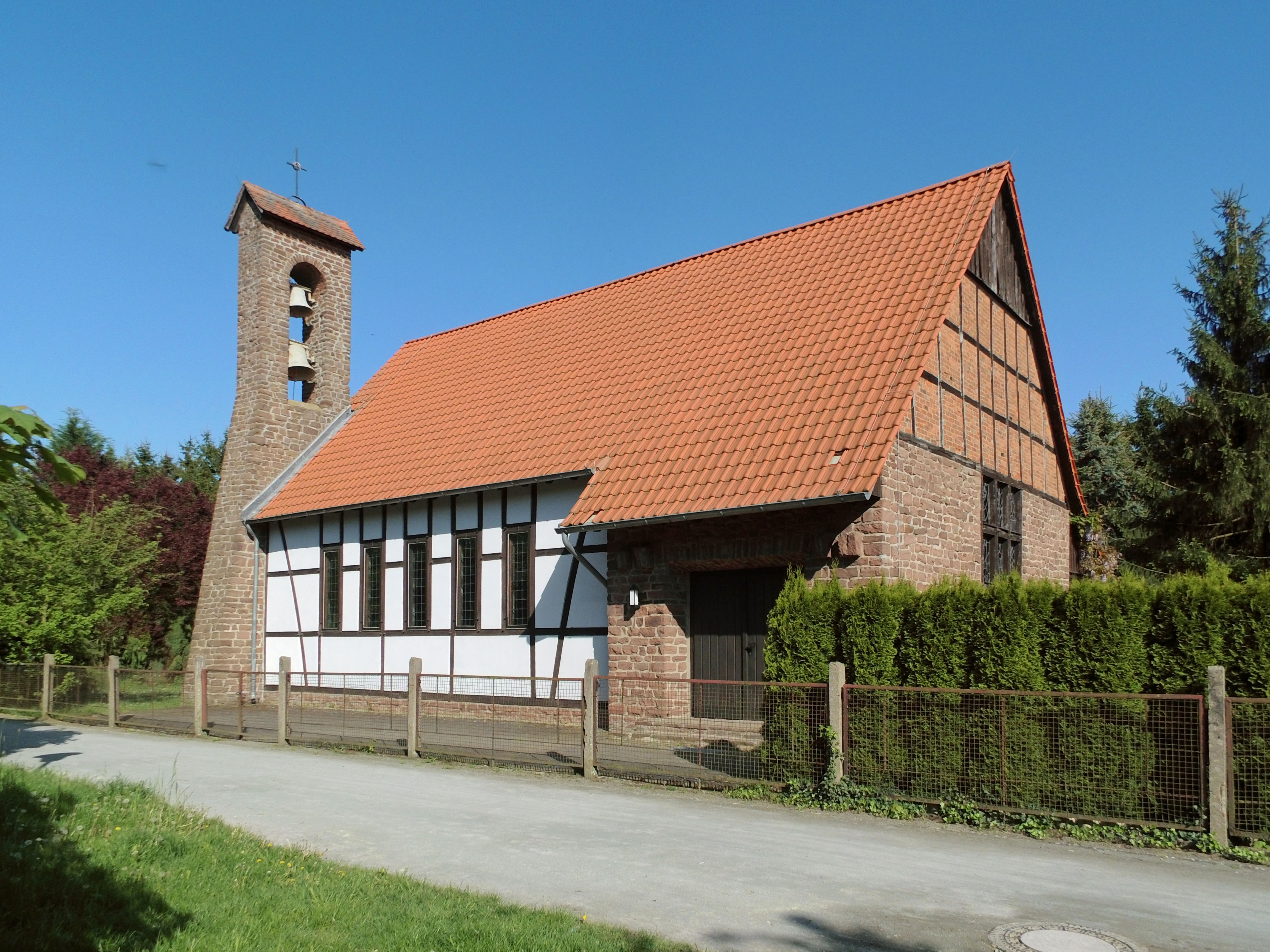
St.-Elisabeth-Kirche

Die Kirche Sankt Elisabeth ist die katholische Kirche in Mieste, einem Ortsteil der Stadt Gardelegen, im Altmarkkreis Salzwedel in Sachsen-Anhalt. Das Gotteshaus gehört zur Pfarrei „St. Hildegard“ mit Sitz in Gardelegen, im Dekanat Stendal des Bistums Magdeburg. Die nach der heiligen Elisabeth von Thüringen benannte Kirche befindet sich auf dem Grundstück Riesebergstraße 7 und steht als Baudenkmal unter der Erfassungsnummer 094 90113 im Denkmalverzeichnis des Landes Sachsen-Anhalt.

## Geschichte
Im 16. Jahrhundert wurde in der Altmark die Reformation eingeführt. Damit wurde auch die Bevölkerung von Mieste, das damals zum Bistum Verden gehörte, evangelisch-lutherisch.
Erst im 19. Jahrhundert ließen sich wieder einige wenige Katholiken in Mieste nieder, die zur Missionspfarrei Gardelegen mit ihrer 1898 erbauten St.-Michael-Kirche gehörten. Vor 1945 fand in Mieste kein katholischer Gottesdienst statt.
Erst im Zuge der Flucht und Vertreibung Deutscher aus Mittel- und Osteuropa 1945–1950 bildete sich in Mieste, das damals zur Pfarrei Gardelegen gehörte, ab 1946 wieder eine katholische Kirchengemeinde. Ihr erster Seelsorger war ab Herbst 1945 der aus dem Sudetengau kommende Redemptoristenpater Helmuth Fritscher CSsR. Er nahm Wohnung im Haus einer katholischen Witwe in der Riesebergstraße 7, die Sonn- und Feiertagsgottesdienste hielt er zunächst in der evangelischen Dorfkirche. Von November 1945 an baute er einen Raum in einer Scheune auf dem Grundstück der Witwe zu einer Kapelle aus, die im Frühjahr 1946 fertiggestellt war.
Während der Amtszeit seines Nachfolgers, Pater Walter Becksmann CSsR, wurde zum 1. November 1947 die Kuratie Mieste errichtet. 1949 wohnten in Mieste 580 Katholiken, mehrere Hundert weitere in den Dörfern der Umgebung.
Unter der Leitung von Vikar Karljosef Lange (1928–2023), der bis 1960 als Seelsorger in Mieste tätig war, wurde die St.-Elisabeth-Kirche erbaut. 1957 erfolgte auf dem Hausgrundstück, auf dem sich bereits die Kapelle befand, die Grundsteinlegung der St.-Elisabeth-Kirche, in der Fastenzeit 1959 wurde sie eingeweiht. Unter Vikar Heribert Jauer erfolgte der Umbau der auf dem Grundstück stehenden Scheune zu einem Gemeindehaus. 1969 kam mit Hubert Thomas Bazant (1930–2014) der letzte ortsansässige Priester nach Mieste. 1974 zählte die Kuratie Mieste 585 Katholiken.
1978 wurde Hubert Bazant an die St.-Anna-Kirche in Köthen versetzt, und die Kirche von da an auf Grund des Priestermangels vom Pfarrer aus Gardelegen betreut. Im Miester Pfarrhaus wohnten danach bis etwa 2008 Gemeindereferentinnen.
Am 17. September 1987 traf sich im Miester Pfarrhaus eine Delegation der Velpker Kirchengemeinde Unbefleckte Empfängnis Mariä, um nach Jahrzehnten der Trennung durch die Innerdeutsche Grenze wieder Kontakt zu ihrer ehemaligen Muttergemeinde Herz Jesu (Oebisfelde) aufzunehmen. Da Oebisfelde damals im Sperrgebiet der DDR lag und daher von Fremden ohne Genehmigung nicht besucht werden konnte, fand das Treffen in Mieste statt. Am 8. Juli 1994 wurde das Bistum Magdeburg gegründet, dem Mieste seit dem angehört.
Bis Ende 2002 war die Zahl der zur Kuratie Mieste gehörenden Katholiken auf nur noch 221 abgesunken. Am 1. November 2007 wurde aus den Pfarreien Gardelegen und Oebisfelde, den Kuratien Kalbe und Mieste sowie den Pfarrvikarien Beetzendorf und Klötze ein Gemeindeverbund errichtet. Damals gehörten zur Kuratie Mieste nur noch rund 150 Katholiken. Am 2. Mai 2010 wurde aus dem Gemeindeverbund die heutige Pfarrei „St. Hildegard“ gebildet. Die Volkszählung in der Europäischen Union 2011 zeigte, dass von den 23.568 Einwohnern der Stadt Gardelegen 490, und somit rund 2 %, der römisch-katholischen Kirche angehörten.

## Architektur und Ausstattung

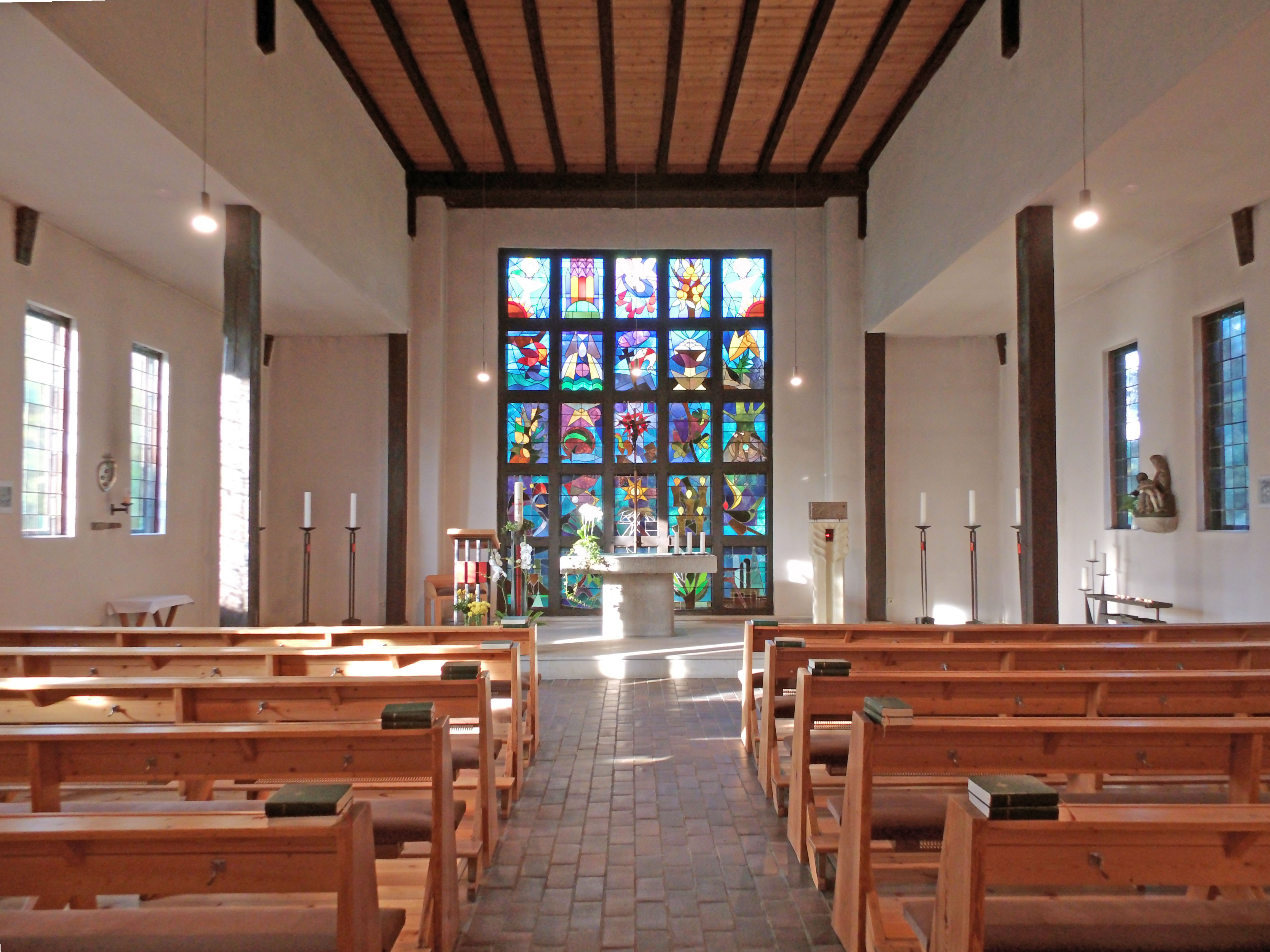
Innenansicht

Die Kirche entstand nach Plänen des Architekten Johannes Reuter (1897–1975) aus Bitterfeld. Sie befindet sich in rund 58 Meter Höhe über dem Meeresspiegel und bietet 84 Sitzplätze. In ihrem kreuzbekrönten Glockenpfeiler befinden sich zwei 1958 gegossene Stahlglocken.
Die in den Giebeln der Kirche befindlichen Buntglasfenster stammen noch aus der Anfangszeit der Kirche, sie wurden 1958 von Lorenz Humburg und vier seiner Schüler aus dem Gymnasium Marianum (Warburg) entworfen und von der Glasmalereianstalt Ferdinand Müller aus Quedlinburg ausgeführt. Die Fenster auf der Südwestseite zeigen Maria und die Lauretanische Litanei.
Das Ewige Licht ist in die Tabernakelstele integriert. Zur Ausstattung gehören ferner eine Marienstatue, vor der Opferkerzen aufgestellt werden können, ein Taufbecken und 14 Kreuzwegstationen.